# Kasteel van de hertogen van Bourbon
Het Kasteel van de hertogen van Bourbon (Frans: Château des ducs de Bourbon) is een kasteel in de Franse gemeente Montluçon. Het kasteel is een beschermd historisch monument sinds 1926.